# Tank (Asian Dub Foundation)
Tank è un album in studio del gruppo musicale britannico Asian Dub Foundation, pubblicato nel 2005.

## Tracce
1. Flyover – 4:17
2. Tank – 5:36
3. Hope – 5:09
4. Round Up – 4:36
5. Oil – 4:33
6. Powerlines – 4:34
7. Who Runs the Place – 4:11
8. Take Back the Power – 4:27
9. Warring Dhol – 5:54
10. Tomorrow Begins Today – 3:59
11. Melody 7 – 6:14